# Temporada 2012 de MotoGP
La temporada 2012 de MotoGP fue la 64.º edición de la categoría principal del Campeonato del Mundo de Motociclismo.
Casey Stoner defenderá su segundo título conseguido en 2011.

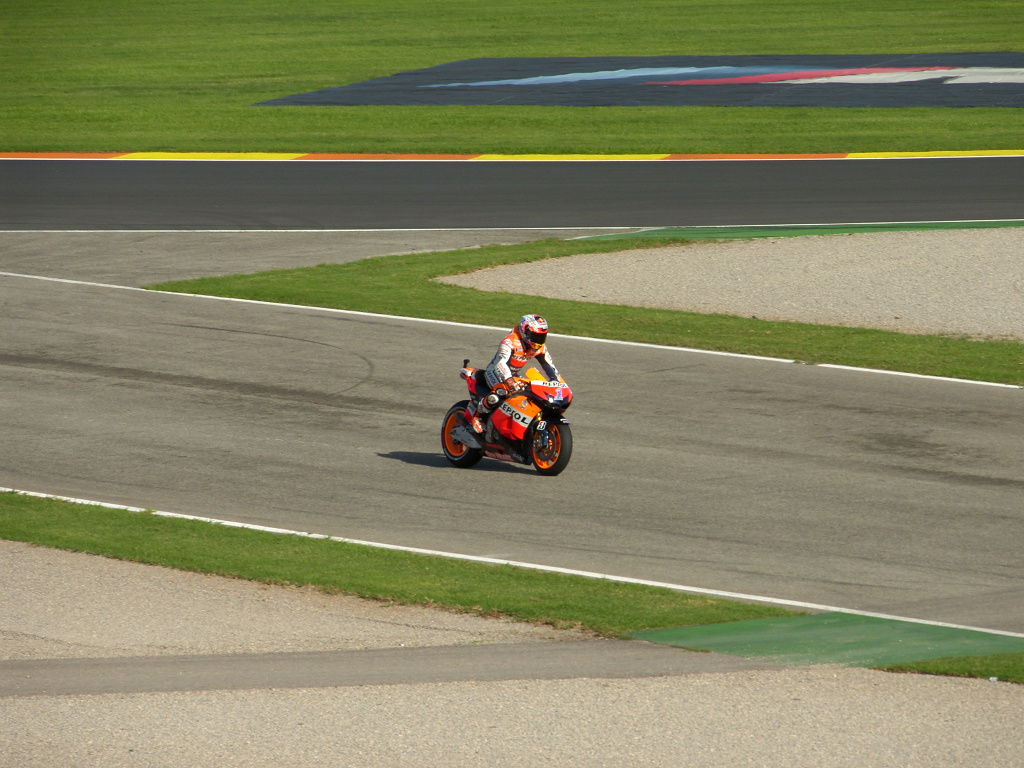
Casey Stoner disputando su último Gran Premio.

## Grandes Premios
Calendario del Campeonato del Mundo de Motociclismo en curso:
| Carrera         | Fecha            | Gran Premio          | Circuito         | Ganador MotoGP | Artículo |
| --------------- | ---------------- | -------------------- | ---------------- | -------------- | -------- |
| 1               | 8 de abril       | Catar                | Losail           | Jorge Lorenzo  | Artículo |
| 2               | 29 de abril      | España               | Jerez            | Casey Stoner   | Artículo |
| 3               | 6 de mayo        | Portugal             | Estoril          | Casey Stoner   | Artículo |
| 4               | 20 de mayo       | Francia              | Le Mans          | Jorge Lorenzo  | Artículo |
| 5               | 3 de junio       | Cataluña             | Montmeló         | Jorge Lorenzo  | Artículo |
| 6               | 17 de junio      | Reino Unido          | Silverstone      | Jorge Lorenzo  | Artículo |
| 7               | 30 de junio      | Países Bajos         | Assen            | Casey Stoner   | Artículo |
| 8               | 8 de julio       | Alemania             | Sachsenring      | Dani Pedrosa   | Artículo |
| 9               | 15 de julio      | Italia               | Mugello          | Jorge Lorenzo  | Artículo |
| 10              | 29 de julio      | Estados Unidos       | Laguna Seca      | Casey Stoner   | Artículo |
| 11              | 19 de agosto     | Indianápolis         | Indianápolis     | Dani Pedrosa   | Artículo |
| 12              | 26 de agosto     | República Checa      | Brno             | Dani Pedrosa   | Artículo |
| 13              | 16 de septiembre | San Marino           | Misano           | Jorge Lorenzo  | Artículo |
| 14              | 30 de septiembre | Aragón               | Motorland Aragón | Dani Pedrosa   | Artículo |
| 15              | 14 de octubre    | Japón                | Motegi           | Dani Pedrosa   | Artículo |
| 16              | 21 de octubre    | Malasia              | Sepang           | Dani Pedrosa   | Artículo |
| 17              | 28 de octubre    | Australia            | Phillip Island   | Casey Stoner   | Artículo |
| 18              | 11 de noviembre  | Comunidad Valenciana | Ricardo Tormo    | Dani Pedrosa   | Artículo |
| Notas: 1. 2. 3. |                  |                      |                  |                |          |

## Resultados
Sistema de puntuación
Los puntos se reparten entre los quince primeros clasificados en acabar la carrera. 
Sistema de puntuación de 1993 hasta 2022:
| Posición | 1.º | 2.º | 3.º | 4.º | 5.º | 6.º | 7.º | 8.º | 9.º | 10.º | 11.º | 12.º | 13.º | 14.º | 15.º |
| Puntos   | 25  | 20  | 16  | 13  | 11  | 10  | 9   | 8   | 7   | 6    | 5    | 4    | 3    | 2    | 1    |

### Campeonato de Pilotos
| Pos. | Piloto             | Moto       | QAT | ESP | POR | FRA | CAT | GBR | NED | GER | ITA | USA | IND | CZE | RSM | ARA | JPN | MAL | AUS | VAL | Ptos. |
| ---- | ------------------ | ---------- | --- | --- | --- | --- | --- | --- | --- | --- | --- | --- | --- | --- | --- | --- | --- | --- | --- | --- | ----- |
| 1    | Jorge Lorenzo      | Yamaha     | 1   | 2   | 2   | 1   | 1   | 1   | Ret | 2   | 1   | 2   | 2   | 2   | 1   | 2   | 2   | 2   | 2   | Ret | 350   |
| 2    | Dani Pedrosa       | Honda      | 2   | 3   | 3   | 4   | 2   | 3   | 2   | 1   | 2   | 3   | 1   | 1   | Ret | 1   | 1   | 1   | Ret | 1   | 332   |
| 3    | Casey Stoner       | Honda      | 3   | 1   | 1   | 3   | 4   | 2   | 1   | Ret | 8   | 1   | 4   |     |     |     | 5   | 3   | 1   | 3   | 254   |
| 4    | Andrea Dovizioso   | Yamaha     | 5   | 5   | 4   | 7   | 3   | 19  | 3   | 3   | 3   | 4   | 3   | 4   | 4   | 3   | 4   | 13  | 4   | 6   | 218   |
| 5    | Álvaro Bautista    | Honda      | 7   | 6   | 6   | 10  | 6   | 4   | Ret | 7   | 10  | 8   | 5   | 6   | 3   | 6   | 3   | 6   | 5   | 4   | 178   |
| 6    | Valentino Rossi    | Ducati     | 10  | 9   | 7   | 2   | 7   | 9   | 13  | 6   | 5   | Ret | 7   | 7   | 2   | 8   | 7   | 5   | 7   | 10  | 163   |
| 7    | Cal Crutchlow      | Yamaha     | 4   | 4   | 5   | 8   | 5   | 6   | 5   | 8   | 6   | 5   | Ret | 3   | Ret | 4   | Ret | Ret | 3   | Ret | 151   |
| 8    | Stefan Bradl       | Honda      | 8   | 7   | 9   | 5   | 8   | 8   | Ret | 5   | 4   | 7   | 6   | 5   | 6   | Ret | 6   | Ret | 6   | Ret | 135   |
| 9    | Nicky Hayden       | Ducati     | 6   | 8   | 11  | 6   | 9   | 7   | 6   | 10  | 7   | 6   | DNS |     | 7   | Ret | 8   | 4   | 8   | Ret | 122   |
| 10   | Ben Spies          | Yamaha     | 11  | 11  | 8   | 16  | 10  | 5   | 4   | 4   | 11  | Ret | Ret | Ret | 5   | 5   | Ret | Ret |     |     | 88    |
| 11   | Héctor Barberá     | Ducati     | 9   | 10  | 10  | 9   | 11  | 10  | 7   | 9   | 9   |     | WD  |     | Ret | 12  | 10  | 7   | 12  | Ret | 83    |
| 12   | Aleix Espargaró    | ART        | 15  | 12  | 12  | 13  | 13  | 11  | Ret | 13  | 13  | 9   | 10  | 10  | Ret | 10  | 12  | 8   | 10  | 11  | 74    |
| 13   | Randy de Puniet    | ART        | 13  | Ret | 13  | Ret | 15  | 12  | 8   | 11  | 12  | 11  | Ret | 8   | 9   | 11  | Ret | Ret | 11  | 12  | 62    |
| 14   | Karel Abraham      | Ducati     | Ret | 17  | Ret | Ret | 12  | WD  | DNS |     |     | 10  | 8   | 9   | Ret | 9   | 11  | 10  | 9   | 7   | 59    |
| 15   | Michele Pirro      | FTR        | NC  | Ret | 14  | 14  | 14  | 13  | 9   | Ret | DSQ | Ret | Ret | 14  | 10  | 15  | 15  | 12  | 14  | 5   | 43    |
| 16   | James Ellison      | ART        | 18  | Ret | Ret | 11  | 16  | 14  | 14  | 15  | 14  | Ret | 15  | 15  | 13  | 14  | 14  | 9   | Ret | 9   | 35    |
| 17   | Yonny Hernández    | BQR-FTR    | 14  |     |     |     |     |     |     |     |     |     |     |     |     |     |     |     |     |     | 28    |
| 17   | Yonny Hernández    | BQR        |     | Ret | Ret | 15  | 18  | 15  | Ret | 14  | Ret | 12  | 9   | 12  | 12  | 13  | Ret | DNS |     |     | 28    |
| 18   | Katsuyuki Nakasuga | Yamaha     |     |     |     |     |     |     |     |     |     |     |     |     |     |     | 9   |     |     | 2   | 27    |
| 19   | Danilo Petrucci    | Ioda       | Ret | 13  | 15  | Ret | 19  | 17  | 11  | 17  | Ret | Ret | Ret | 17  |     |     |     |     |     |     | 27    |
| 19   | Danilo Petrucci    | Ioda-Suter |     |     |     |     |     |     |     |     |     |     |     |     | 14  | 17  | Ret | 11  | 13  | 8   | 27    |
| 20   | Colin Edwards      | Suter      | 12  | 16  | DNS |     | NC  | 16  | Ret | 12  | Ret | 13  | 13  | 13  | 11  | 18  | 13  | Ret | Ret | 14  | 27    |
| 21   | Jonathan Rea       | Honda      |     |     |     |     |     |     |     |     |     |     |     |     | 8   | 7   |     |     |     |     | 17    |
| 22   | Mattia Pasini      | ART        | 17  | 14  | Ret | 12  | 17  | Ret | 10  | Ret | 15  | Ret | Ret | 16  | Ret | 16  |     |     |     |     | 13    |
| 23   | Iván Silva         | BQR-FTR    | 16  |     |     |     |     |     |     |     |     |     |     |     |     |     |     |     |     |     | 12    |
| 23   | Iván Silva         | BQR        |     | 15  | Ret | 18  | 20  | 18  | 12  | 18  | 16  | 14  | 12  | Ret |     |     | Ret | Ret | 15  | Ret | 12    |
| 24   | Toni Elías         | Ducati     |     |     |     |     |     |     |     |     |     | Ret | 11  | 11  |     |     |     |     |     |     | 10    |
| 25   | Hiroshi Aoyama     | BQR        |     |     |     |     |     |     |     |     |     |     |     |     |     |     |     |     |     | 13  | 3     |
| 26   | Steve Rapp         | APR        |     |     |     |     |     |     |     |     |     | DNQ | 14  |     |     |     |     |     |     |     | 2     |
| 27   | David Salom        | BQR        |     |     |     |     |     |     |     |     |     |     |     |     | 15  | Ret |     |     |     |     | 1     |
|      | Roberto Rolfo      | ART        |     |     |     |     |     |     |     |     |     |     |     |     |     |     | 16  | DSQ | Ret | Ret | 0     |
|      | Aaron Yates        | BCL        |     |     |     |     |     |     |     |     |     |     | 16  |     |     |     |     |     |     |     | 0     |
|      | Franco Battaini    | Ducati     |     |     |     |     |     |     |     | 16  |     |     |     |     |     |     |     |     |     |     | 0     |
|      | Chris Vermeulen    | Suter      |     |     |     | 17  |     |     |     |     |     |     |     |     |     |     |     |     |     |     | 0     |
|      | Claudio Corti      | Inmotec    |     |     |     |     |     |     |     |     |     |     |     |     |     |     |     |     |     | Ret | 0     |
|      | Kris McLaren       | BQR        |     |     |     |     |     |     |     |     |     |     |     |     |     |     |     |     | DNQ |     | 0     |
| Pos. | Piloto             | Moto       | QAT | ESP | POR | FRA | CAT | GBR | NED | GER | ITA | USA | IND | CZE | RSM | ARA | JPN | MAL | AUS | VAL | Ptos. |

| Color     | Resultado                                                               |
| --------- | ----------------------------------------------------------------------- |
| Oro       | Ganador                                                                 |
| Plata     | 2.ª plaza                                                               |
| Bronce    | 3.ª plaza                                                               |
| Verde     | Finalizó en los puntos                                                  |
| Azul      | Finalizó sin puntos                                                     |
| Azul      | NC - No clasificado                                                     |
| Violeta   | Ret - No terminó (Carrera)                                              |
| Rojo      | DNQ - No se clasificó                                                   |
| Negro     | DSQ - Descalificado                                                     |
| Blanco    | DNS - No empezó (carrera)                                               |
| Blanco    | WD - Retirado (fin de semana)                                           |
| Blanco    | C - Carrera cancelada                                                   |
| Sin color | DNP - Inscrito pero no participó                                        |
| Sin color | INJ - Lesionado                                                         |
| Sin color | EX - Excluido                                                           |
| Estado    | Resultado                                                               |
| Negrita   | Pole position                                                           |
| Cursiva   | Vuelta rápida                                                           |
| †         | Abandona, pero clasifica al completar el porcentaje requerido para ello |

### Campeonato de Constructores
| Pos. | Constructor | QAT | ESP | POR | FRA | CAT | GBR | NED | GER | ITA | USA | IND | CZE | RSM | ARA | JPN | MAL | AUS | VAL | Ptos. |
| ---- | ----------- | --- | --- | --- | --- | --- | --- | --- | --- | --- | --- | --- | --- | --- | --- | --- | --- | --- | --- | ----- |
| 1    | Honda       | 2   | 1   | 1   | 3   | 2   | 2   | 1   | 1   | 2   | 1   | 1   | 1   | 3   | 1   | 1   | 1   | 1   | 1   | 412   |
| 2    | Yamaha      | 1   | 2   | 2   | 1   | 1   | 1   | 3   | 2   | 1   | 2   | 2   | 2   | 1   | 2   | 2   | 2   | 2   | 2   | 386   |
| 3    | Ducati      | 6   | 8   | 7   | 2   | 7   | 7   | 6   | 6   | 5   | 6   | 7   | 7   | 2   | 8   | 7   | 4   | 7   | 7   | 192   |
| 4    | ART         | 13  | 12  | 12  | 11  | 13  | 11  | 8   | 11  | 12  | 9   | 10  | 8   | 9   | 10  | 12  | 8   | 10  | 9   | 100   |
| 5    | FTR         | NC  | Ret | 14  | 14  | 14  | 13  | 9   | Ret | DSQ | Ret | Ret | 14  | 10  | 15  | 15  | 12  | 14  | 5   | 43    |
| 6    | BQR         |     | 15  | Ret | 15  | 18  | 15  | 12  | 14  | 16  | 12  | 9   | 12  | 12  | 13  | Ret | Ret | 15  | 13  | 35    |
| 7    | Suter       | 12  | 16  | DNS | 17  | NC  | 16  | Ret | 12  | Ret | 13  | 13  | 13  | 11  | 18  | 13  | Ret | Ret | 14  | 27    |
| 8    | Ioda-Suter  |     |     |     |     |     |     |     |     |     |     |     |     | 14  | 17  | Ret | 11  | 13  | 8   | 18    |
| 9    | Ioda        | Ret | 13  | 15  | Ret | 19  | 17  | 11  | 17  | Ret | Ret | Ret | 17  |     |     |     |     |     |     | 9     |
| 10   | APR         |     |     |     |     |     |     |     |     |     | DNQ | 14  |     |     |     |     |     |     |     | 2     |
| 11   | BQR-FTR     | 14  |     |     |     |     |     |     |     |     |     |     |     |     |     |     |     |     |     | 2     |
|      | BCL         |     |     |     |     |     |     |     |     |     |     | 16  |     |     |     |     |     |     |     | 0     |
|      | Inmotec     |     |     |     |     |     |     |     |     |     |     |     |     |     |     |     |     |     | Ret | 0     |
| Pos. | Constructor | QAT | ESP | POR | FRA | CAT | GBR | NED | GER | ITA | USA | IND | CZE | RSM | ARA | JPN | MAL | AUS | VAL | Ptos. |

## Participantes
- La siguiente lista provisional de los pilotos inscritos fue anunciada por la Federación Internacional de Motociclismo, el 13 de enero de 2012.[1]

| Equipos de fábrica        | Equipos de fábrica | Equipos de fábrica | Equipos de fábrica      | Equipos de fábrica | Equipos de fábrica | Equipos de fábrica |
| Equipo                    | Constructor        | Constructor        | Moto                    | N.º                | Piloto             | Rondas             |
| ------------------------- | ------------------ | ------------------ | ----------------------- | ------------------ | ------------------ | ------------------ |
| Ducati Team               | Ducati             | Ducati             | Ducati Desmosedici GP12 | 46                 | Valentino Rossi    | 1-18               |
| Ducati Team               | Ducati             | Ducati             | Ducati Desmosedici GP12 | 69                 | Nicky Hayden       | 1-10-12-18         |
| Repsol Honda Team         | Honda              | Honda              | Honda RC213V            | 1                  | Casey Stoner       | 1-11-15-18         |
| Repsol Honda Team         | Honda              | Honda              | Honda RC213V            | 26                 | Dani Pedrosa       | 1-18               |
| Yamaha Factory Racing     | Yamaha             | Yamaha             | Yamaha YZR-M1           | 11                 | Ben Spies          | 1-16               |
| Yamaha Factory Racing     | Yamaha             | Yamaha             | Yamaha YZR-M1           | 99                 | Jorge Lorenzo      | 1-18               |
| Equipos independientes    |                    |                    |                         |                    |                    |                    |
| Equipo                    | Constructor        | Constructor        | Moto                    | N.º                | Piloto             | Rondas             |
| Pramac Racing Team        | Ducati             | Ducati             | Ducati Desmosedici GP12 | 8                  | Héctor Barberá     | 1-9-13-18          |
| Cardion AB Motoracing     | Ducati             | Ducati             | Ducati Desmosedici GP12 | 17                 | Karel Abraham      | 1-5-10-18          |
| LCR Honda MotoGP          | Honda              | Honda              | Honda RC213V            | 6                  | Stefan Bradl       | 1-18               |
| San Carlo Honda Gresini   | Honda              | Honda              | Honda RC213V            | 19                 | Álvaro Bautista    | 1-18               |
| Monster Yamaha Tech 3     | Yamaha             | Yamaha             | Yamaha YZR-M1           | 4                  | Andrea Dovizioso   | 1-18               |
| Monster Yamaha Tech 3     | Yamaha             | Yamaha             | Yamaha YZR-M1           | 35                 | Cal Crutchlow      | 1-18               |
| Equipos CRT               |                    |                    |                         |                    |                    |                    |
| Equipo                    | Constructor        | Motor              | Moto                    | N.º                | Piloto             | Rondas             |
| Power Electronics Aspar   | ART                | Aprilia            | ART GP12                | 14                 | Randy De Puniet    | 1-18               |
| Power Electronics Aspar   | ART                | Aprilia            | ART GP12                | 41                 | Aleix Espargaró    | 1-18               |
| Speed Master              | ART                | Aprilia            | ART GP12                | 54                 | Mattia Pasini      | 1-14               |
| Paul Bird Motorsport      | ART                | Aprilia            | ART GP12                | 77                 | James Ellison      | 1-18               |
| Came IodaRacing Project   | Ioda               | Aprilia            | Ioda TR003              | 9                  | Danilo Petrucci    | 1-18               |
| NGM Mobile Forward Racing | Suter              | BMW                | Suter MMX1              | 5                  | Colin Edwards      | 1-2-5-18           |
| San Carlo Honda Gresini   | FTR                | Honda              | FTR MGP12               | 51                 | Michele Pirro      | 1-18               |
| Avintia Blusens           | BQR-FTR            | Kawasaki           | BQR                     | 22                 | Iván Silva         | 1-13-16-18         |
| Avintia Blusens           | BQR-FTR            | Kawasaki           | BQR                     | 68                 | Yonny Hernández    | 1-15               |

| Leyenda             | Leyenda |
| ------------------- | ------- |
| Piloto regular      |         |
| Piloto novato       |         |
| Piloto invitado     |         |
| Piloto de reemplazo |         |